# Baixas
Baixas – miejscowość i gmina we Francji, w regionie Oksytania, w departamencie Pireneje Wschodnie.
Według danych na rok 1990 gminę zamieszkiwało 2027 osób, a gęstość zaludnienia wynosiła 107 osób/km². Wśród 1545 gmin Langwedocji-Roussillon Baixas plasuje się na 194. miejscu pod względem liczby ludności, natomiast pod względem powierzchni na miejscu 410.
Burmistrzem Baixas w latach 2001-2008, oraz 2008-2014 jest Gilles Foxonet (UMP).
Komunikacja miejska z Perpignan (11 km), lotniskiem (7 km), miejscowościami plażowymi – Canet Plage (20 km), Barcarès, Sainte-Marie, Saint-Cyprien, bliskość obiektów historycznych – zabytkowe zamki katarów, Carcassonne, Collioure, krajobrazy, bliskość Andory, hiszpańskich miast – Figueres (35 km), Girony (90 km) oraz Barcelony (180 km) stanowią walory doceniane głównie przez turystów francuskich.
Źródło utrzymania stanowią: kopalnia marmuru, energetyka, rolnictwo i przetwórstwo wina. Piwnica win Dom Brial jest największym producentem wina muskatowego we Francji, a także otrzymała szereg medali za swoje kreacje win czerwonych i białych. Piwnica Michel Vidal produkuje wina biologiczne wybitnej jakości z roślin 50-60 letnich według 300-letnich receptur antycznych w ilościach limitowanych.
W centrum Baixas znajduje się kościół katolicki z XIV wieku (ołtarz z 1493) otoczony dwoma kręgami murów obronnych z systemem XI-XIV wiecznych bram wjazdowych. W granicach miasta leży kościółek św. Katarzyny z 16 stulecia.
W Baixas istnieje galeria sztuki, centrum edukacji komputerowej, stadion piłkarski, kort tenisowy, strzelnica sportowa, centrum kulturalne Château Les Pin oraz hotel z 50 miejscami. 

## Zabytki
Zabytki w Baixas posiadające status monument historique:
- kościół Narodzenia Matki Bożej (Église de la Nativité-de-Notre-Dame de Baixas)

## Populacja

Populacja Baixas w latach 1962–2008